# Руб-ель-Халі (пустеля)

Помилка: блок «Карта» відсутній в "Шаблон:Геокар".
Руб-ель-Ха́лі (араб. الربع الخالي, букв. переклад — порожня околиця, порожній район; англ. Empty Quarter, букв. — порожня чверть) — найбільша піщана пустеля світу. Розташована в південній третині Аравійського півострова.
Розташована між 44° 30' і 56° 30' сх. д., 16° 30' і 23° 00' зх. ш. на території держав Саудівська Аравія, Оман, ОАЕ та Ємен. Площа — 650 000 км², що більше, ніж площа Франції, Бельгії та Нідерландів, разом узятих. Частина пустелі Аравійського півострова, яка має площу 2 млн 330 тис. км²

## Геологічна будова
Руб-ель-Халі є осадовим басейном, витягнутим з південного заходу на північний схід через аравійський шельф. Пісок лежить поверх гравію або гіпсу, висота дюн досягає 250 м. Пісок переважно силікатний, від 80 до 90 % складає кварц, інше — польовий шпат, крупиці якого, покриті оксидом заліза, забарвлюють піски в помаранчевий і червоний колір.

## Інтернет-ресурси
- Lost city under the Rub’ Al-Khali, Saudi Life.
- Sights & Sounds: The Empty Quarter: A National Geographic virtual tour in the Empty Quarter.
- Clear picture of some of the dunes in the Empty Quarter.

 Вікісховище має мультимедійні дані за темою: Руб-ель-Халі